# Blade & Soul
Blade & Soul (em coreano:  블레이드 앤 소울) MMORPG desenvolvido pela NCsoft, empresa sul-coreana que possui títulos famosos como Lineage II, Aion: The Tower of Eternity, Guild Wars, dentre outros jogos. Lançado em 2012 na Coréia do Sul, Lançado em janeiro de 2016 nos Estados Unidos, com servidores na Europa e aberto para todos os jogadores do ocidente. Quem está acostumado com os jogos para PC online que vem sendo lançados até agora e o quanto tem se tornado semelhantes pela sua extrema simplicidade no sistema de batalha, irá levar um grande susto quando ver Blade and Soul. O título possui gráficos tão bonitos quanto Aion: Tower of Eternity e traz um experiência de jogo bem inusitada.
Neste game você poderá escolher entre um “char” com atributos de um guerreiro que utiliza espadas ou outras armas, ou até mesmo um guerreiro com mãos limpas.

## História
Semanas antes do NCmedia day, a NCsoft anunciou um novo game só conhecido pelo seu codinome Projeto [M]. Para as próximas duas semanas, um teaser site foi atualizado revelando mais informações sobre o projeto.
Durante o E3 2006, a Sony revelou que eles tinham entrado em um acordo de exclusividade com a NCsoft para a produção de novos títulos, exclusivamente para o PlayStation 3 e Microsoft Windows. Este contrato inclui títulos de ambas as propriedades de existentes intelectuais detidos pela NCsoft.
Em dezembro de 2012, o website do jogo na versão norte-americana deixou de postar notícias sobre seu desenvolvimento, resultando na extinção de informações do lançamento oficial. Apenas no dia 20 de maio de 2015 foi anunciado um "Teaser" e uma programação ao-vivo confirmando que a versão voltou a ser desenvolvida, e que em pouco tempo, seria lançada.

## Raças
- Jin: Raça especializada no combate com espadas e de aparência humana;
- Gon: Aparentemente transmorfos, estes seres são especializados no combate desarmado, e aplicam golpes e poderes que se assemelham à combo, e com direito à sequência aérea.
- Kun: Magos poderosos que às vezes são confundidos pelos humanos com Deuses e Fadas, uma raça muito bela de graça irresistível, muito poderosa e desejada pelos homens
- Lyn: Uma raça com aparência de Raposas que possui forças sobrenaturais, os Lyn possuem habilidades estranhas de invocar terríveis monstros do além e se comunicar com o mundo dos mortos.